# 倉悠貴
倉 悠貴（くら ゆうき、1999年〈平成11年〉12月19日 - ）は、日本の俳優、モデル。大阪府出身。

## 略歴
2018年、男性ファッション誌MEN'S NON-NOに掲載された写真を見たソニー・ミュージックアーティスツにスカウトされ芸能界入り。
2019年、1月期フジテレビ系月9ドラマ『トレース〜科捜研の男〜』で俳優デビュー
2020年、映画『夏、至るころ』で映画初出演にして、初主演。
2021年、NHK連続テレビ小説『おちょやん』で朝ドラ初出演し、主人公の弟役を演じて注目を集める。
2022年、映画『メタモルフォーゼの縁側』に登場する漫画を実写化し、Huluにて配信された『君のことだけ見ていたい』でドラマ初主演。

## 出演

### テレビドラマ
- トレース〜科捜研の男〜（2019年1月7日 - 3月18日、フジテレビ） - 源義一 役
- his〜恋するつもりなんてなかった〜（2019年4月9日 - 5月7日、メ～テレ） - 日比野渚 役[7]
- Eうたドラマ「歌のおじさん Eたん♪」（2019年12月23日 - 26日、NHK Eテレ） - コウキ 役[8]
- スイーツ食って何が悪い!（2020年1月14日、TOKYO MX） - アオ  役[9]
- スポットライト 第7話（2020年8月18日、TOKYO MX） - 少年 役
- カレーの唄。（2020年10月、dTVチャンネル・ひかりTV、BS12 トゥエルビ） - 鈴木一汰 役
- 連続テレビ小説（NHK）
  - おちょやん 第57回 - 第94回（2021年2月23日 - 4月15日） - 竹井ヨシヲ 役[5]
  - あんぱん 第64回 - （2025年6月26日 - ） - 岩清水信司 役[10][11][12][13]
- FM999 999WOMEN'S SONGS（2021年3月26日 - 、WOWOWオンデマンド・WOWOWプライム） - 新海先輩 役
- 半径5メートル 第1話・第5話・最終話（2021年4月30日・5月28日・6月25日、NHK総合） - 浅田航 役
- 世にも奇妙な物語 '21 秋の特別編「優等生」（2021年11月6日、フジテレビ） - 吉田義彦 役[14]
- 持続可能な恋ですか?〜父と娘の結婚行進曲〜 第8話（2022年6月7日、TBS） - 犬飼 役[15]
- 生き残った6人によると（2022年8月9日、MBS・TBS） - 入江神 役[16]
- 競争の番人 最終話（2022年9月19日、フジテレビ） - 高梨湊斗 役
- 階段下のゴッホ 第6話 - 第8話（2022年10月26日 - 11月8日、TBS） - 平光也 役[17]
- 忘恋剤（2023年3月30日、NHK総合） - 小林景 役[18]
- だが、情熱はある 第1話・第7話（2023年4月9日・5月21日、日本テレビ）- 溜川 役[19]
- かしましめし（2023年4月10日 - 5月29日、テレビ東京） - 田口祐也 役[20]
- 犬と屑（2023年6月9日 - 7月28日、毎日放送） - 主演・桜庭陽真 役[21]
- わたしの一番最悪なともだち（2023年8月21日 - 10月12日、NHK総合） - 長野慎吾 役[22]
- 花咲舞が黙ってない 第3シリーズ 第7話（2024年5月25日、日本テレビ） - 三宅翔太 役[23]
- あのクズを殴ってやりたいんだ（2024年10月8日 - 12月10日、TBS） - 相澤悟 役[24]
- スロウトレイン（2025年1月2日、TBS）- 保坂颯太 役[25]
- アイシー〜瞬間記憶捜査・柊班〜（2025年1月21日 - 3月25日、フジテレビ） - 木皿啓介 役[26]
- シリーズ・横溝正史短編集Ⅳ「金田一耕助、悔やむ」（NHK BSプレミアム4K、NHK BS）　『鏡の中の女』（2025年5月8日） - 杉田豊彦 役

### ウェブドラマ
- ヤヌスの鏡 第2話・第4話・第5話・第7話（2019年10月28日、11月11日・18日、12月2日、FOD）
- FOLLOWERS（2020年2月27日、Netflix） - ポッケ 役
- 君のことだけ見ていたい（2022年6月17日、全4回、Hulu） - 主演・浅倉咲良 役（水沢林太郎とのW主演）[6]
- SHOGUN 将軍（2024年2月27日 - 4月23日、Disney+）- 吉井長門 役[27]
- 七夕の国（2024年7月4日 - 、ディズニープラススター） - 浅野啓一 役[28]
- 透明なわたしたち（2024年9月16日 - 10月21日、ABEMA） - 高木洋介 役[29]
- ガンニバル シーズン2（2025年3月19日 - 4月23日、Disney+ Star） - 神山正宗 役（過去編）[30]

### 映画
- 夏、至るころ（2020年12月4日） - 主演・大沼翔 役[4]
- 樹海村（2021年2月5日） - 鷲尾真二郎 役[31]
- まともじゃないのは君も一緒（2021年3月19日）- 柳雄介 役[32]
- 街の上で（2021年4月2日） - 酒井 役
- うみべの女の子（2021年8月20日） - 三崎 役[33]
- スパゲティコード・ラブ（2021年11月26日） - 主演・羽田天 役[34][35]
- 衝動（2021年12月10日） - 主演・ハチ 役[注 1][36]
- KAPPEI カッペイ（2022年3月18日） - 矢木 役[37]
- N号棟（2022年4月29日） - 山崎啓太 役[38]
- 窓辺にて（2022年11月4日） - 水木優二 役[39]
- 禁じられた遊び（2023年9月8日） - 柏原亮二 役[40]
- こいびとのみつけかた（2023年10月27日） - 主演・トワ 役[41]
- OUT（2023年11月17日） - 主演・井口達也 役[42][43]
- コーポ・ア・コーポ（2023年11月17日） - 石田鉄平 役[44]
- 市子（2023年12月8日） - 田中宗介 役[45]
- 赤羽骨子のボディガード（2024年8月2日） - 糸踏忠也 役[46]
- 傲慢と善良（2024年9月27日） - 高橋耕太郎 役[47]
- 六人の嘘つきな大学生（2024年11月22日） - 森久保公彦 役[48]
- リライト（2025年6月13日） - 酒井茂 役[49][50]
- ROPE（2025年7月25日）- 佐原和孝 役[51]
- 隣のステラ（2025年8月22日公開予定） - 高橋雄大 役[52]
- 平場の月（2025年11月14日公開予定） - 青砥健介 役[53]
- 恋愛裁判（2026年1月23日公開予定）- 間山敬 役[54][55]

#### 短編映画
- 繋いだ手（2020年1月30日） - 森健介 役

### MV
- 足立佳奈 「ひとりよがり」（2019年）
- Draw4 「Tokyo Magic」（2020年）
- 羊文学「砂漠のきみへ」（2020年）
- ROTH BART BARON「赤と青」（2022年）
- 稲葉浩志「Chateau Blanc」（2024年）